# روسنی اسمارت
روسنی اسمارت (انگلیسی: Rosny Smarth; ۱۹ اکتبر ۱۹۴۰ – ۱۵ ژانویهٔ ۲۰۲۵) سیاستمدار اهل هائیتی بود. وی از ۲۷ فوریه ۱۹۹۶ تا ۹ ژوئن ۱۹۹۷ نخست‌وزیر این کشور بود.
روسنی اسمارت در ۱۵ ژانویه ۲۰۲۵، در سن ۸۴ سالگی درگذشت.